# Suzy Menkes
Suzy Menkes, née le 24 décembre 1943 à Beaconsfield (Royaume-Uni) est une journaliste de mode et rédactrice du journal International Herald Tribune depuis 1988 mais également du New York Times ainsi que du magazine Harper's Bazaar. À 2012, elle a écrit dans la presse plus de 1,7 million de mots, couvrant les Fashion weeks du prêt-à-porter et de la haute couture dans les capitales de la mode. En 2014, elle rejoint les éditions Condé Nast afin de collaborer à différentes éditions de Vogue.

## Biographie

### Enfance et études
Suzy Menkes naît en Royaume-Uni ; elle précise : « Mes origines sont compliquées : à la fois française, russe, hongroise, italienne, et juive. ». Elle fait ses études à la Brighton and Hove High School. Dans les années 1960, alors adolescente, elle étudie à l'École de la chambre syndicale de la couture parisienne,. C'est en assistant à un défilé de mode de Nina Ricci que son intérêt pour la haute couture s'éveille. Après son retour de Paris, elle étudie la littérature et l'histoire britannique à l'université de Cambridge. Elle prend goût au journalisme alors qu'elle devient la première femme rédactrice en chef du journal de l'université, préférant de toutes façons la facilité du journalisme face au métier de créateur de mode.

### Carrière
Elle travaille tout d'abord pour The Times à la rubrique mode, qu'elle dirige bientôt. Elle y connaît David Spanier, son futur mari. Elle écrit plusieurs livres, notamment sur le style British Royal. Réputée incorruptible, elle renvoie systématiquement les cadeaux qu’elle reçoit de la part des bureaux de presse et des agences de mode. Elle ne s'intéresse pas qu'aux grandes maisons de couture mais émet également régulièrement des avis sur de jeunes créateurs.
Elle est rédactrice du journal International Herald Tribune depuis 1988 mais également du New York Times (en tandem avec Cathy Horyn - toutes les deux remplacées en 2014 par Vanessa Friedman) ainsi que du magazine Harper's Bazaar. En 2014, elle devient rédactrice pour les différentes éditions internationales du magazine Vogue, à l'exception de sa version américaine. Elle est également chargée d'organiser la conférence annuelle sur le luxe à Condé Nast, maison mère du magazine,.

### Style
Suzy Menkes, avec un style journalistique rigoureux, précis, objectif, « juste », acerbe, mais également une approche historique de la mode, est une journaliste « célèbre », sans doute la plus respectée, au monde et dotée d'une influence importante dans son domaine. Elle n'hésite pas à critiquer les plus grands stylistes ou couturiers ou les blogueuses et la tendance de la photographie de mode de rue dans les années 2010,,, mais également à encenser certains. Ses critiques lui valent parfois de se faire refuser par certaines marques, telle Versace.
Son style vestimentaire est lui aussi particulièrement remarqué, parfois avec un goût douteux qu'elle reconnait. Elle adopte sa signature capillaire de type « pompadour », sa « houpette ». En novembre 2009, elle est apparue comme l'une des juges de la finale de l'émission de télévision Project Runway. Elle est également apparue dans la série Absolutely Fabulous, jouant son propre rôle.

## Vie privée
Elle est veuve, a trois enfants et cinq petits-enfants. Elle parle couramment le français,.

## Ouvrage
- Knitwear Revolution: Designer Patterns to Make, Suzy Menkes. Penguin USA, 1985.  (ISBN 0-14-046695-9)
- The Windsor Style, Suzy Menkes. Salem House, 1987.  (ISBN 0-246-13212-4)
- The Royal Jewels, Suzy Menkes. Contemporary Books, 1990.  (ISBN 0-8092-4315-6).
- Queen and Country, Suzy Menkes. Harpercollins, 1993.  (ISBN 0-246-13676-6)
- Hussein Chalayan, Hussein Chalayan, Caroline Evans, Suzy Menkes. NAI, 2005.  (ISBN 90-5662-443-1)
- (mul) Valerie Steel et Suzy Menkes (trad. de l'anglais), Fashion Designer A-Z, Köln/Paris, Taschen, 2013, 654 p. (ISBN 978-3-8365-4302-6, présentation en ligne)

### Préface
- Armando Chitolina (éditeur) et Matt Tyrnauer (trad. de l'anglais par Claire le Breton, préf. Suzy Menkes), Une grande histoire italienne : Valentino Garavani, Cologne, Taschen, mars 2009 (1re éd. 2007), 576 p. (ISBN 978-3-8365-0331-0)

## Décorations et récompenses
- Ordre de l'Empire britannique[1]
- Chevalier de la Légion d'honneur (décorée le 16 juin 2005 par Renaud Donnedieu de Vabres)[11]
- Fiorino d'Oro[12],[13]
- Prix Eugenia Sheppard du CFDA[1]